# Analistas Financieros Internacionales
Analistas Financieros Internacionales (Afi) es una compañía española de asesoramiento, consultoría y formación independiente en economía, finanzas y tecnología. La empresa fue fundada en 1987 por un grupo de académicos y, desde entonces, se ha convertido en un referente Es un centro de formación especializada en economía, finanzas y tecnología.  en la prestación de servicios y productos para el ámbito financiero. El equipo está formado por más de 200 profesionales y 26 socios.

## Servicios y estructura
Ofrece servicios de:

Afi se compone de las siguientes entidades:

Afi tiene presencia en los siguientes países: 

## Historia

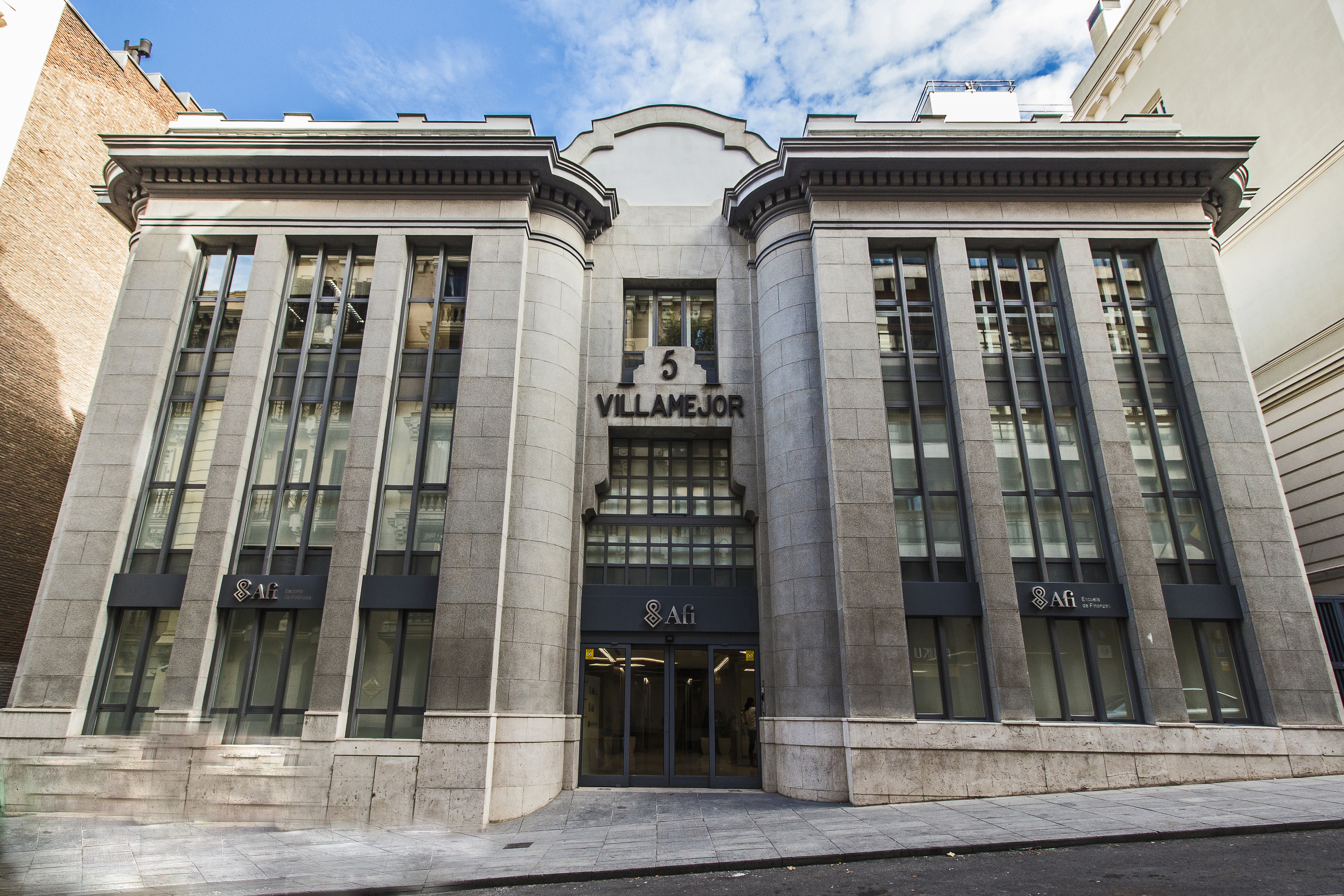
Sede de Afi en Madrid.

La empresa fue fundada en 1987 por un grupo de académicos y, desde entonces, se ha convertido en un referenteen la prestación de servicios y productos para el ámbito financiero. El equipo está formado por más de 220 profesionales y más de una veintena de socios.
Afi nace en 1987, tras la incorporación de España a la Unión Europea, en unos años de cambio para el sistema financiero. Creada por un grupo de profesores universitarios, Emilio Ontiveros, Ángel Berges y Francisco J. Valero. Su propósito original fue acercar la economía, los mercados y la gestión financiera a quienes se enfrentaban a un proceso de modernización empresarial e institucional. Desde entonces, su modelo se ha basado en la innovación, el rigor técnico y una fuerte orientación al cliente. 
Inicia su actividad ofreciendo servicios de análisis y asesoramiento en economía y mercados en su primera sede social, calle Caracas 13 de Madrid. Un año después de su nacimiento la entidad decide impartir el primer curso sobre mercados financieros. Augurando más tarde la creación de su escuela de negocios.
Tras la crisis de 1992, Afi comienza a dar apoyo a las administraciones públicas en la gestión y modernización de sus finanzas, así como a elaborar estudios sectoriales. Al mismo tiempo, apuestan por la formación, creando Afi Escuela, referente en formación en economía, finanzas y tecnología en España y México. 
A finales de los noventa Afi combina tecnología, información y finanzas de la mano de matemáticos e ingenieros informáticos, cuando internet apenas está emergiendo. Hoy, la tecnología es parte esencial en todas sus actividades.
Con la introducción del euro, consolidan su creciente participación en proyectos de consultoría económica y financiera, incluyendo el desarrollo de esta actividad en casi treinta países.
En la crisis financiera de 2008 desempeñan un papel clave en la reestructuración del sistema bancario español, al que siguen acompañando en su crecimiento.
Tras la adquisición del 100% de la propiedad de la empresa por parte de sus socios profesionales, Afi inicia una nueva etapa de expansión. Hace ahora seis años, en 2017, una segunda generación de socios asume el gobierno de la empresa y crea un área de seguros, un área de analítica avanzada, una filial para servicios de cumplimiento normativo y amplían las actividades del área de Corporate Finance. Esta expansión culmina en 2019 con el nacimiento de una gestora para clientes institucionales.
Afi además cuenta con su propia fundación, creada en 2012. La Fundación Afi Emilio Ontiveros, renombrada así en 2022 en honor a su fundador Emilio Ontiveros.

## Nombre y marca
El nombre de la empresa viene de la abreviatura del primer servicio que ofrecía la empresa, análisis financiero para la internacionalización de las empresas. Originalmente Analistas Financieros Internacionales. En los últimos años la empresa es más reconocida como Afi, debido a la ampliación de sus servicios. 